# О женских клятвах
«О женских клятвах» — условное название стихотворения римского поэта Гая Валерия Катулла, включённого в состав посмертного сборника («Книги Катулла Веронского») под номером 70. Автор здесь рассказывает, ни к кому персонально не обращаясь, о своей возлюбленной: она клянётся, что предпочтёт его любому другому мужчине, но Катулл знает, что не стоит этому верить.
Предположительно речь идёт о Лесбии, причём антиковеды видят здесь перекличку со стихотворением № 72 («К Лесбии, о любви и уважении»). Заканчивается стихотворение цитатой из Софокла.